# Sân bay East Midlands
Sân bay East Midlands là một sân bay ở East Midlands, Anh, nằm ở Castle Donington ở Tây Bắc Leicestershire. Nó nằm giữa các thành phố Derby với cự ly 7 hải lý (13 km; 8,1 dặm) về phía đông nam, Leicester và Nottingham, tất cả trong một bán kính 20 dặm (30 km) từ sân bay này
Sân bay này chủ yếu là phục vụ các quận Derbyshire, Nottinghamshire, Leicestershire, Staffordshire và South Yorkshire. Số lượng hành khách lên đến đỉnh điểm trong năm 2008 là 5,6 triệu USD, nhưng đã giảm xuống còn 4,3 triệu vào năm 2013 làm cho nó là sân bay bận rộn thứ 11 tại Anh tính theo lưu lượng hành khách. Là một trung tâm vận tải hàng hóa lớn, đây là sân bay bận rộn thứ hai Vương quốc Anh về khối hàng hóa thông qua vào năm 2013.
Sân bay này thuộc sở hữu của sân bay Manchester Group (MAG), các nhà điều hành sân bay lớn nhất nước Anh được quản lý bởi mười hạt tự quản của Đại đô thị Manchester với Manchester giữ lại cổ phần kiểm soát.

## Lịch sử
Sân bay ban đầu là một trạm Không quân Hoàng gia, Không quân Hoàng gia Castle Donington, được cho ngừng hoạt động vào năm 1946 và khu đất đã được mua bởi một tập đoàn của các cơ quan chính quyền địa phương vào năm 1964, khi một chương trình lớn của công tác xây dựng đường băng và đầu tư đã bắt đầu. Sân bay được đổi tên thành Sân bay Đông Midlands để phản ánh các khu vực phục vụ nó, và nó mở cửa phục vụ hành khách trong tháng 4 năm 1965.
EMA thay thế sân bay cỏ nhỏ hơn trước thế chiến ở Derby Burnaston, và máy bay hạng nhẹ của cơ sở sau đó chuyển đến một địa điểm mới tại Derby Egginton sân bay gần Hilton. Địa điểm Derby sân bay ban đầu tại Burnaston có kể từ khi được xây dựng lại làm một nhà máy xe hơi Toyota.
Derby Airways, trong quá trình được đổi tên thành British Midland Airways, chuyển hoạt động của nó đến sân bay mới và thành lập trụ sở chính tại Donington gần Hall ở Castle Donington, điều hành một mạng lưới các chuyến bay thường lệ và bay thuê chuyến nội địa và quốc tế tại East Midlands. Sân bay được thành lập với yêu cầu cơ bản của một đường băng dài 5.850 ft (1.780 m), một đường lăn dài 60 ft (18 m), một hangar máy bay mới và các bãi đỗ tàu bay, và bãi đậu xe cho 850 xe ô tô. Về mặt tài chính, nó không phải là một thành công ngay lập tức. Tuy nhiên, với sự gia tăng khối lượng lưu thông hàng hóa nhanh chóng yêu cầu phát triển hơn nữa. Năm 1970, người ta đã đạt một thỏa thuận về việc xây một phức hợp vận chuyển hàng hóa mới, và cả hai đường băng và nhà ga đã được mở rộng.
Công tác mở rộng được triển khai nhanh chóng, với phần kéo dài đường băng lên 2283 m (7490 ft) và nâng cấp nhà ga trong cuối những năm 1970. Trong năm 1985, một triệu hành khách sử dụng sân bay lần đầu tiên, và đã mở rộng thêm một nhà ga. Theo pháp luật của chính phủ, sân bay đã trở thành một công ty đại chúng vào năm 1987, tách ra khỏi sự kiểm soát của chính quyền địa phương.

## Hãng hàng không và tuyến bay
| Hãng hàng không      | Các điểm đến |
| -------------------- | --- |
| Aurigny Air Services | Guernsey |
| BH Air               | Thuê chuyến theo mùa: Burgas, Varna |
| BMI Regional         | Brussels |
| Eastern Airways      | Aberdeen |
| Flybe                | Aberdeen (bắt đầu từ ngày 26 tháng 10 năm 2014), Amsterdam, Belfast-City, Edinburgh, Glasgow-International, Jersey |
| Freebird Airlines    | Thuê chuyến theo mùa: Dalaman |
| InterSky             | Thuê chuyến theo mùa: Bern |
| Jet2.com             | Alicante, Budapest, Lanzarote, Madeira, Málaga, Prague, Tenerife-South Theo mùa: Antalya (bắt đầu từ ngày 21 tháng 5 năm 2015), Bodrum, Chambéry, Corfu, Dalaman, Dubrovnik, Faro, Fuerteventura, Funchal, Geneva, Gran Canaria, Heraklion, Ibiza, Jersey, Kos, Larnaca, Malta (bắt đầu từ ngày ngày 22 tháng 5 năm 2015), Minorca, Murcia, Palma de Mallorca, Paphos, Pisa, Pula (bắt đầu từ ngày ngày 24 tháng 5 năm 2015), Reus, Rhodes, Zakynthos  |
| Monarch Airlines     | Alicante (kết thúc từ ngày ngày 28 tháng 3 năm 2015), Faro (kết thúc từ ngày ngày 26 tháng 3 năm 2015), Lanzarote (kết thúc từ ngày 28 tháng 3 năm 2015), Malaga (kết thúc từ ngày ngày 28 tháng 3 năm 2015), Malta (kết thúc từ ngày ngày 28 tháng 3 năm 2015), Tenerife-South (kết thúc từ ngày ngày 27 tháng 3 năm 2015) Theo mùa: Ibiza (kết thúc từ ngày ngày 6 tháng 10 năm 2014), Palma de Mallorca (kết thúc từ ngày ngày 2 tháng 11 năm 2014) |
| Onur Air             | Thuê chuyến theo mùa: Dalaman |
| Ryanair              | Alicante, Berlin-Schönefeld, Dublin, Faro, Fuerteventura, Gran Canaria, Knock, Kraków, Lanzarote, Limoges, Łódź, Malaga, Milan-Bergamo, Riga, Rzeszów, Tenerife-South, Venice-Treviso, Sân bay Warsaw-Modlin, Wrocław Theo mùa: Almería, Barcelona, Bergerac, Carcassonne, Chania, Corfu, Cork, Dinard, Girona, Ibiza, La Rochelle, Minorca, Murcia, Palma de Mallorca, Pisa, Reus, Rhodes, Rome-Ciampino, Valencia                                    |
| Thomas Cook Airlines | Burgas, Fuerteventura, Funchal, Gran Canaria, Hurghada, İzmir, Lanzarote, Paphos, Sharm el-Sheikh, Tenerife-South Theo mùa: Alicante, Antalya, Bodrum, Corfu, Dalaman, Faro, Heraklion, Ibiza, Kos, Larnaca, Malta, Minorca, Palma de Mallorca, Reus, Rhodes, Rovaniemi, Skiathos, Turin, Zakynthos |
| Thomson Airways      | Alicante, Fuerteventura, Funchal, Gran Canaria, Lanzarote, Málaga, Marsa Alam, Palma de Mallorca, Sharm el-Sheikh, Tenerife-South Theo mùa: Antalya, Boa Vista, Bodrum, Barbados, Burgas, Cancún, Chambéry, Corfu, Dalaman, Faro, Enfidha, Heraklion, Ibiza, Kos, Larnaca, Minorca, Naples, Sân bay Orlando-Sanford, Paphos, Rhodes, Salzburg, Skiathos, Thessaloniki, Zakynthos                                                                       |